# フリードリヒ・フロム
フリードリヒ・フロム（ドイツ語: Friedrich Fromm, 1888年10月8日 - 1945年3月12日）は、ドイツの陸軍軍人。最終階級は陸軍上級大将。第二次世界大戦中に陸軍装備局長兼国内予備軍司令官を務めたが、ヒトラー暗殺未遂事件に巻き込まれ、処刑された。

## 経歴

### 軍歴

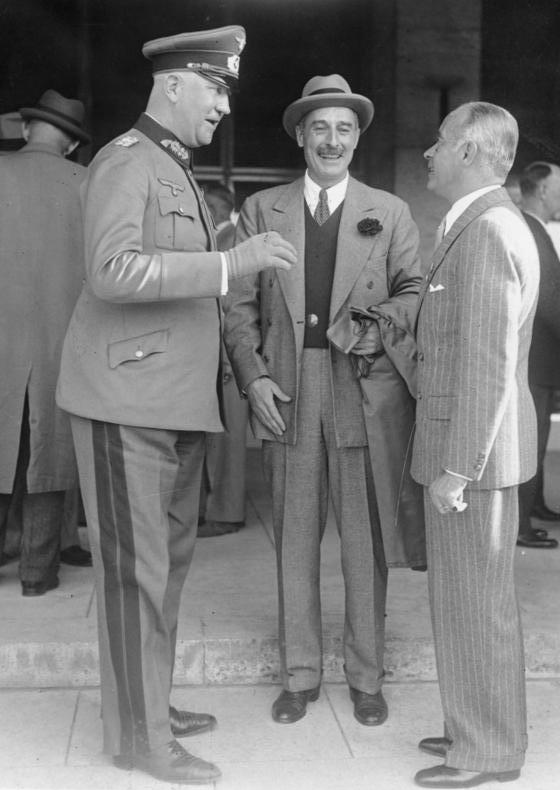
駐独イギリス大使ヘンダーソン（中央）、国家スポーツ指導者フォン・チャマー・ウント・オステン（右）と談笑するフロム中将（左）

ベルリン・シャルロッテンブルクに生まれる。マインツ、ストラスブール、ベルリンのギムナジウムに通ったのち、ベルリン大学に入学。しかし1906年に陸軍に入り、ナウムブルクの第2テューリンゲン第55野砲連隊に見習士官として配属された。第一次世界大戦の勃発当時は中尉・大隊副官だった。1916年に大尉に昇進し、参謀本部に転属となった。この大戦では二度負傷し、ドイツ帝国とオーストリアの勲章多数を受けた。
敗戦後は義勇軍として東部での国境紛争に従軍し、のちヴァイマル共和国陸軍に採用される。1927年、少佐に昇進し国防省勤務となる。1931年に中佐に昇進したのち、1933年に大佐に昇進して陸軍総局長に就任。1935年に少将、1938年に中将に昇進。1939年4月、砲兵大将に昇進。9月には陸軍補充局長に就任した。第二次世界大戦勃発後の1940年7月、騎士鉄十字章を受章し、直後に上級大将に昇進した。その後、国内予備軍司令官に任命された。

### ヒトラー暗殺未遂事件
ドイツの敗色が濃くなった1944年、ドイツ国防軍の将校によるヒトラー暗殺計画が進められていた。フロムがこの計画をどの程度関わっていたかは現在となっては不明だが、首謀者であるクラウス・フォン・シュタウフェンベルク大佐は彼の直属の参謀であり、同じく陸軍総局長フリードリヒ・オルブリヒト大将も直属の部下であった。フロムはこのことについては沈黙していたが、国内予備軍を使ったクーデター計画であるヴァルキューレ作戦への参加は拒んでいた。
7月20日、シュタウフェンベルクによるアドルフ・ヒトラー総統爆殺作戦が決行されたのち、ベルリン・ベンドラー街にある国内予備軍司令部にいたフロムは、国防軍最高司令部総長ヴィルヘルム・カイテルからの電話連絡で、ヒトラーが生き延びていることを知らされた。ヴァルキューレ作戦発動を要求するシュタウフェンベルクらに対し、フロムは計画が失敗したとしてこれを拒否し、自決を命じた。これは自分が共謀者として巻き込まれることを避ける目的もあったと言われている。シュタウフェンベルクらはフロムを執務室に軟禁した。夕方、ヒトラー派の治安部隊が司令部に突入してフロムは解放された。フロムは治安部隊に命じてシュタウフェンベルク、オルブリヒト、その参謀アルブレヒト・メルツ・フォン・クヴィルンハイム、シュタウフェンベルクの副官ヴェルナー・フォン・ヘフテンを逮捕させ、即決裁判で死刑を宣告し、その日の夜中に司令部の中庭で銃殺刑を執行した。かつての上官であるルートヴィヒ・ベック元参謀総長にはその要望を聞き入れて自決の機会を与え、ベックが拳銃自殺に失敗すると、部下に射殺させた。
彼のこうした行動が、自己保身による「口封じ」のためだったのか、あるいは彼らが残酷な報復や拷問を受ける前に処断しようとしたのかは定かではない。仮に自己を守ろうとしたとしても、それは徒労に終わった。ヒトラーはフロムがシュタウフェンベルクら首謀者を「安易に」即決裁判で処刑したことに激怒し、また鋭い勘を持つ彼は計画を知っていながら黙認したのではと疑った。9月14日、ヒトラーの命令によりフロムは軍を除籍され、軍法会議ではなく一般市民として人民法廷の裁判を受けさせられた。結局フロムが計画に参加していたことは立証されなかったが、「敵に対する臆病」という罪状により、死刑が宣告された。数多くの勲章など全ての名誉が剥奪され、1945年3月12日、ブランデンブルク・アン・デア・ハーフェルの拘置所で銃殺刑に処せられた。

## 文献
- Bernhard R. Kroener, Der starke Mann im Heimatkriegsgebiet - Generaloberst Friedrich Fromm. Eine Biographie, Schöningh-Verlag, Paderborn 2005, ISBN 978-3-506-71734-4

| 軍職                                        | 軍職                             | 軍職                      |
| ------------------------------------------- | -------------------------------- | ------------------------- |
| 先代 ヨアヒム・フォン・シュテュルプナーゲル | 国内予備軍司令官 1939年 - 1944年 | 次代 ハインリヒ・ヒムラー |